# Chambeugle
Chambeugle är en kommun i departementet Yonne i regionen Bourgogne-Franche-Comté i norra Frankrike. Kommunen ligger i kantonen Charny som tillhör arrondissementet Auxerre. År 2018 hade Chambeugle 49 invånare.

## Befolkningsutveckling
Antalet invånare i kommunen Chambeugle
| Referens: INSEE |